# 다카치호정 (야마구치현)
다카치호정(高千帆町)은 야마구치현 아사군에 있던 정이다. 현재의 산요오노다시 남동부에 해당한다.

## 역사
- 1889년 4월 1일 - 정촌제 시행에 의해 4촌의 구역을 가지고 다카치호촌이 성립하였다.
- 1938년 4월 1일 - 정으로 승격해 다카치호정이 되었다.
- 1940년 11월 3일 - 오노다정과 합병해 오노다시가 성립, 동일 다카치호정은 폐지되었다.

## 교통

### 철도
- 일본국유철도
  - 산요본선
  - 오노다선

## 참고문헌
- 角川日本地名大辞典 35 山口県